# Psiquiatría ortomolecular
La psiquiatría ortomolecular o siquiatría ortomolecular es una  corriente médico-psiquiátrica que sostiene que las enfermedades psíquicas, y los trastornos de las emociones y del comportamiento, son el producto de un desequilibrio químico en el medio celular cerebral provocado por necesidades nutricionales individuales anormalmente acrecentadas por diversos factores de la civilización industrial moderna, y no satisfechas por medio de una dieta normal.
Diversos factores pueden hacer que una persona tenga necesidades de nutrientes muy por encima de lo normal, tales como la herencia genética (polimorfismo), raza, sexo, diversas condiciones fisiológicas, la polución medioambiental, la incorporación a la dieta estándar de alimentos artificiales elaborados con ingredientes refinados (azúcares, harinas, aceites y grasas industrializadas) y con un elevado contenido de aditivos químicos, severamente tóxicos, una excesiva carga de estrés, radiaciones, actividad física excesiva o inadecuada, problemas emocionales e insatisfacción personal, y enfermedades previas. 
Si esa necesidad artificialmente incrementada de nutrientes no es satisfecha de manera adecuada y óptima, el cuerpo se enferma, y especialmente el cerebro sufre las peores consecuencias. 
La psiquiatría ortomolecular fue utilizada en el tratamiento de la esquizofrenia en 1950 por los colegas y discípulos de Linus Pauling, los doctores Abraham Hoffer, Morton Walker y Humphrey Osmond, quienes administraron a los enfermos además de una dieta compuesta únicamente de alimentos naturales sin refinar, junto con complementos nutritivos con megadosis de vitaminas C y B3. 
Además del éxito con la esquizofrenia, el método ortomolecular siguiendo las enseñanzas del Dr. Roger J. Williams de la Universidad de Texas, fue comprobado en diversos trastornos como el alcoholismo y la adicción a algunas drogas. 
Actualmente, la psiquiatría ortomolecular prescribe además de una dieta saludable, complementos nutritivos, como megadosis (lo que algunos autores denominan optidosis) de vitaminas, minerales, oligoelementos, nutrientes accesorios, fitoquímicos antioxidantes, y algunas otras sustancias naturales. 